# Le Maître du Monde
 (septembre 2024).
Le Maître du Monde est un tableau attribué au peintre italien Andrea Mantegna, qui l'aurait réalisé avant la fin du XVe siècle. De format vertical, cette huile sur toile est une peinture chrétienne qui représente l'Enfant Jésus entre le petit Jean le Baptiste, Marie et Élisabeth. Il y figure nu, debout sur un parapet, un globe doré et une croix dans les mains. L'œuvre est conservée au Petit Palais, à Paris, en France.
Une peinture de Mantegna à la composition similaire se trouve à la National Gallery de Londres, au Royaume-Uni. La Sainte Famille avec saint Jean présente le petit Jésus-Christ vêtu de blanc, remplace Élisabeth par Joseph et préfère au fond sombre du tableau parisien une végétation chargée de fruits.

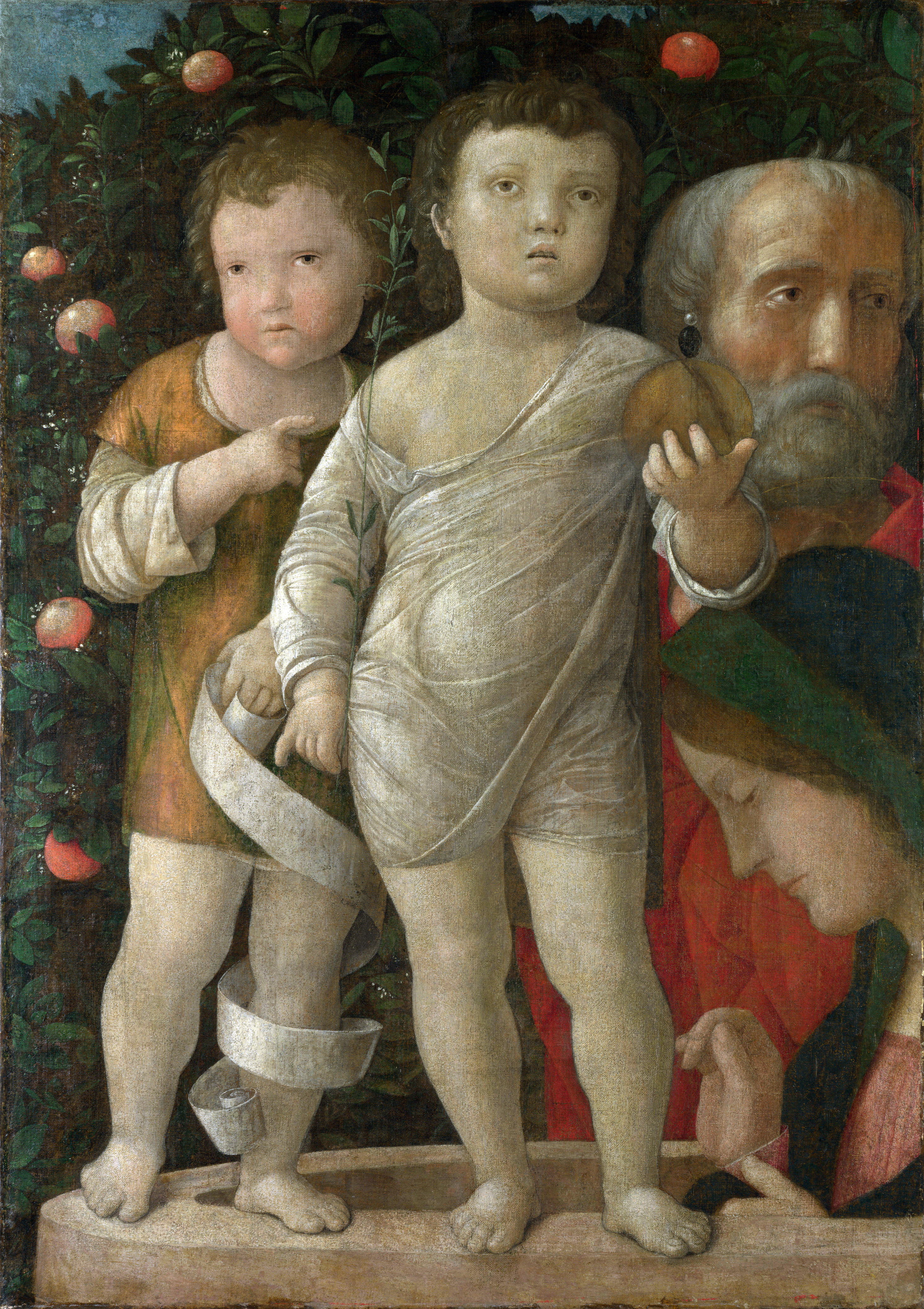
La Sainte Famille avec saint Jean, vers 1500 – National Gallery, Londres.